# Messénie (krajina)

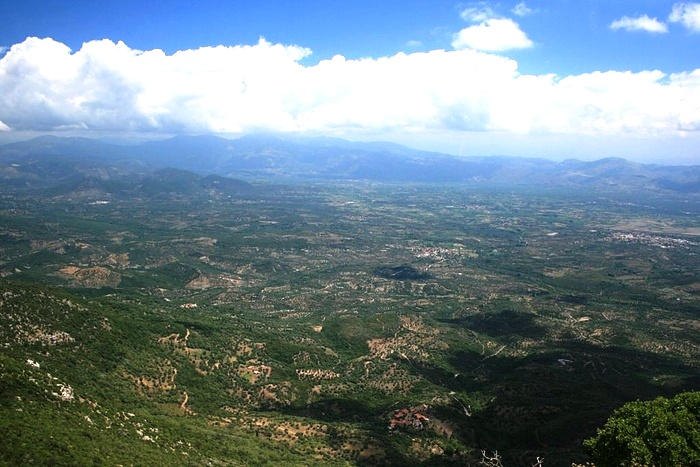
Messénská krajina z hory Ithomi

Messénie je krajina v jižním Řecku zhruba v oblasti současné regionální jednotky Messénie. Ve starověku to byl důležitý stát na jihozápadě Peloponésu. Je známá především díky Nestórovi, mytickém králi z Pylu. Hlavním městem bylo od roku 369 př. n. l. město Messéné.

## Geografie
Jádrem starověké krajiny Messénie ležícím u Messénského zálivu je údolí řeky Pamisos a jejích přítoků. Tato oblast se dříve nazývala Stenyklaros a představuje nejhustěji osídlenou část Messénie. Je to mimořádně úrodná krajina, kde se dodnes ve velkém množství a v dobré kvalitě pěstují pomeranče, citrony, mandle, fíky a olivy. Tato říční niva je na severu ohraničena Nomianskými horami (dnes: Tetrázio, 1570 m), na západě pohořím Kyparissia a na východě pohořím Taygetos s údolím řeky Evrotas, ve kterém se nachází Sparta. U jihozápadního pobřeží Peloponésu leží souostroví Inoussy. Navzdory svému dlouhému pobřeží má Messénie málo dobrých přístavů, a proto nehrála v řecké námořní historii významnou roli. Důležitý byl pouze Pylos na jihozápadě. Na řecké poměry je Messénie regionem teplým, úrodným a zároveň i bohatým na vodu.

## Historie

### Doba bronzová

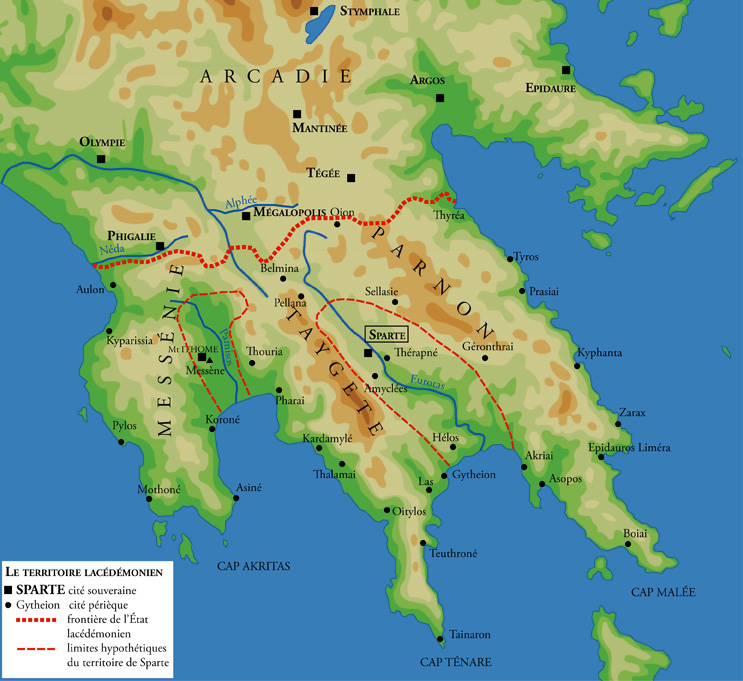

Řekové klasického období věřili, že prvními obyvateli Messénie byli Pelasgové, stejně jako v jiných oblastech Řecka. Z kmenů, které obsadily pevninské Řecko, byla Messénie kolonizována Aióly.
Homérské básně naznačují, že během mykénského období spadala východní Messénie pod vládu spartského krále Meneláa, zatímco západní pobřeží ovládal Néleus, král v Pylu. Po Meneláově smrti posunul Néleus hranici do pohoří Taygetos. Mykénské město Pylos bylo identifikováno se současným sídlem Ano Englianos v západní Messénii.
Vykopávky v Pylu a Nichórii odhalily, že v Messénii doby bronzové (14. století př. n. l.) existovalo byrokratické a zemědělské království, kterému vládl anax (král) v Pylu. Messéňané mluvili mykénskou starořečtinou a v místních svatyních uctívali řecké bohy.
Při dórské invazi na Peloponés během řeckého temného období byla Messénie za Kresfonta údajně napadena Dóry, kteří do ní přitáhli z Arkádie. Nejprve obsadili Stenyklaros jako své hlavní město na severu nížiny, a pak svou vládu rozšířili nad celou oblastí.

### Archaické období
Během archaického období přitahovalo spartské sousedy relativní bohatství Messénie, totiž úrodná půda a příznivé klima.
V důsledku atentátu Messéňanů na spartského Télekla vypukla první messénská válka. Navzdory hrdinství krále Euafa a jeho nástupce Aristodéma, skončila kolem roku 720 př. n. l. podmaněním Messénie Spartou.
O dvě generace později se Messéňané vzbouřili a pod vedením Aristoména v druhé messénské válce sedmnáct let (685 př. n. l.  – 668 př. n. l.) úspěšně Sparťanům vzdorovali. Popisy této vzpoury naznačují, že Messénii bylo po první válce umožněno udržet si určitou míru autonomie, protože se popisují bitvy mezi armádami organizovanými na obou stranách. Pevnost Eira však po jedenáctiletém obléhání nakonec padla. Jelikož cílem Sparťanů bylo zvýšit počet pozemků pro své občany, bylo mnoho poražených Messéňanů (těch, kteří nebyli schopni z Messénie uprchnout) degradováno do postavení heilótů.

Spartský básník Tyrtaios popisoval, jak museli Messéňané snášet povýšenost svých pánů:

Jako osli kteří nosí nesnesitelná břemena

tak se pod tlakem kruté síly zavázali

ze všech plodů, které dobře obdělávaná půda skýtá

polovic odevzdávat svým vznešeným pánům.

— Bury and Meiggs, A History of Greece, 4. vydání

### Klasické období
Messéňané se znovu vzbouřili v roce 464 př. n. l. po zemětřesení ve Spartě, které zničilo město a způsobilo velké ztráty na životech. Povstalci se několik let bránili v citadele na vrcholu hory Ithomi, stejně jako za první messénské války. Sparťané je z pevnosti na hoře Ithomi nebyli schopni vyhnat, a proto souhlasili s příměřím zprostředkovaným Athéňany. S jejich pomocí messénští povstalci opustili Peloponés a byli Athéňany přesídleni do Naupaktu na území Ozolské Lokridy.

### Helénistické období

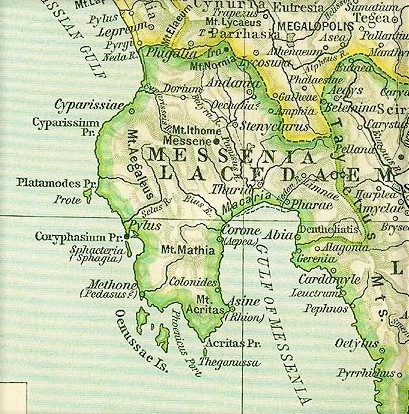
Mapa antické Messénie

Po rozhodující bitvě u Leukter v roce 371 př. n. l., ve které Sparťané utrpěli těžkou porážku od Thébanů, napadl Epameinóndás Messénii a osvobodil ji od spartské nadvlády. Epameinondás vyzval Messéňany roztroušené po Itálii, Sicílii, Africe a na dalších místech, aby se vrátili do své země. V roce 369 př. n. l. byla založena Messéné jako hlavní město oblasti a stejně jako Megalópolis v Arkádii se stala mocenským centrem a rázně se postavila proti Spartě.
Během tohoto období byla také založena nebo přestavěna i další města, ale velká část země zůstávala stále velmi řídce osídlena. Přestože byla Messénie zcela nezávislá, nikdy se nestala mocnou nebo schopnou se bez cizí pomoci postavit na odpor. Po pádu thébské hegemonie, která umožnila Messéné založit, se město stalo spojencem Filipa II. Makedonského a vyhnulo se tak ve čtvrtém století př. n. l. novým konfliktům.
Později se Messéňané připojili k Achajskému spolku a messénské jednotky bojovaly roku 222 př. n. l. společně s Achájci a makedonským králem Antigonem Dósónem proti spartskému králi Kleoménovi III. v bitvě u Sellasie, ve které byli Sparťané poraženi. Filip V. Makedonský v letech 214/213 př. n. l. poslal Démétria z Faru, aby se Messéné zmocnil, ale pokus selhal a stál Démétria život. Brzy poté převzal nad městem kontrolu spartský tyran Nabis, ale po včasném příchodu Filopoiména a občanů Megalopole byl nucen opět odtáhnout.
Válka s Achajským spolkem vypukla později znovu. Filopoimén byl zajat a v roce 183 př. n. l. Messéňany usmrcen, ale achajský vůdce Lycortas se následujícího roku města opět zmocnil a znovu je připojil k Achájskému spolku, i když byl oslaben ztrátou měst Ábie, Thúrie a Fár, která spolek opustila a připojila se k němu již jako nezávislá.

### Římské období
V roce 146 př. n. l. se Messénie spolu s dalšími státy Řecka dostala pod přímou římskou nadvládu.
Po staletí se mezi Messénií a Spartou vedl spor o západní svahy pohoří Taygetos (Ager Dentheliales). Po několika rozhodnutích Filipa II Makedonského, Antigona, Lucia Mummia, Julia Caesara, Marka Antonia, Augusta a dalších, byla otázka vyřešena v roce 25 císařem Tiberiem a římským senátem ve prospěch Messéňanů.
Messénie a provincie Achája patřily od Diokleciánovy reformy do pozdně antické diecéze Macedonia. Z Korintu se do Messénie velmi brzy rozšířilo křesťanství. V roce 395 vyplenili Peloponés Gótové a po roce 600 na něj pronikli Slované. Svědčí o tom dodnes některá slovanská místní jména. Tím skončila historie starověké Messénie.

### Středověk a raný novověk
Od pozdního starověku do začátku 13. století byla Messénie součástí Byzantské říše. Ve čtvrté křížové výpravě v roce 1204 dobyli Frankové (obecné synonymum pro obyvatele západní Evropy) a Benátčané Konstantinopol a založili Latinské císařství s vazalským státem na Peloponésu. Zatímco většina poloostrova patřila Achajskému knížectví, Benátky si zajistily strategicky důležitou základnu v Methoni. V sousedním údolí řeky Eurotas se v Mystře udržel pozůstatek byzantské nadvlády. O konfliktech této epochy svědčí pevnosti v Metoni, Kalamatě, Koroni a Pylu, které se částečně zachovaly dodnes.
V roce 1460 dobyli Osmané téměř celý poloostrov, kterému se tehdy říkalo Morea. Benátská pevnost Metoni zpočátku Osmanům odolávala, ale nakonec ji Osmané dobyli v roce 1503. Na dalších 300 let upadla tato oblast Osmanské říši do bezvýznamnosti.
Roku 1821 se Řekové vzbouřili a s podporou Anglie, Francie a Ruska bojovali za svou nezávislost. Rozhodujícím vítězstvím v řeckém povstání se stala bitva u Navarina, bezprostředně před pobřežím Messénie.

### Novověk
Po založení moderního Řecka byla Messénie od roku 1833 do roku 2010 téměř nepřetržitě samostatnou prefekturou (řecky νομός, nomos). Od správní reformy v roce 2010 tvoří regionální okres s centrem v Kalamatě.

## Antická města
- Messéné
- Nichória
- Nestorův palác v Pylu
- Farai